# Escamilla (Guadalajara)
Escamilla ist ein Ort und eine Gemeinde (municipio) mit 65 Einwohnern (Stand: 2024) im Südwesten der Provinz Guadalajara in der Autonomen Gemeinschaft Kastilien-La Mancha. Neben dem gleichnamigen Hauptort Escamilla gehört die Ortschaft Torronteras zur Gemeinde.

## Lage und Klima
Escamilla liegt in einer Höhe von ca. 1020 m in der Kulturlandschaft der Alcarria. Die Entfernung zur westnordwestlich gelegenen Provinzhauptstadt Guadalajara beträgt ca. 55 Kilometer (Fahrtstrecke). Das Klima ist gemäßigt bis warm; Regen (575 mm/Jahr) fällt übers Jahr verteilt.

## Bevölkerungsentwicklung
| Jahr      | 1970 | 1981 | 1991 | 2001 | 2011 | 2021 |
| Einwohner | 353  | 189  | 125  | 107  | 82   | 61   |

## Sehenswürdigkeiten
- Burg und Befestigung

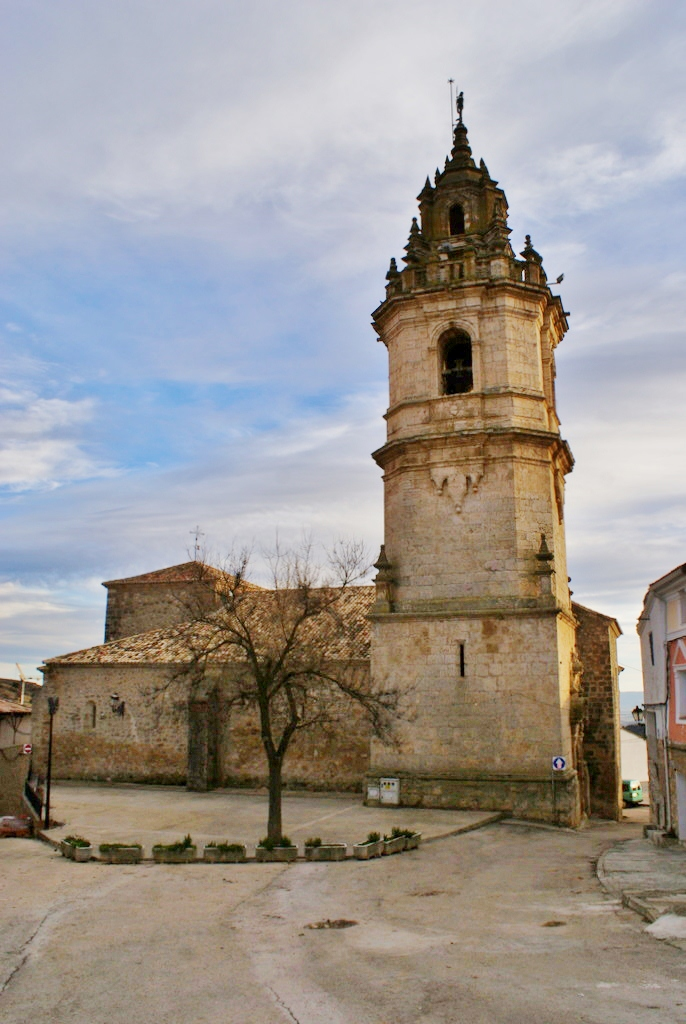
Kirche Mariä Reinigung
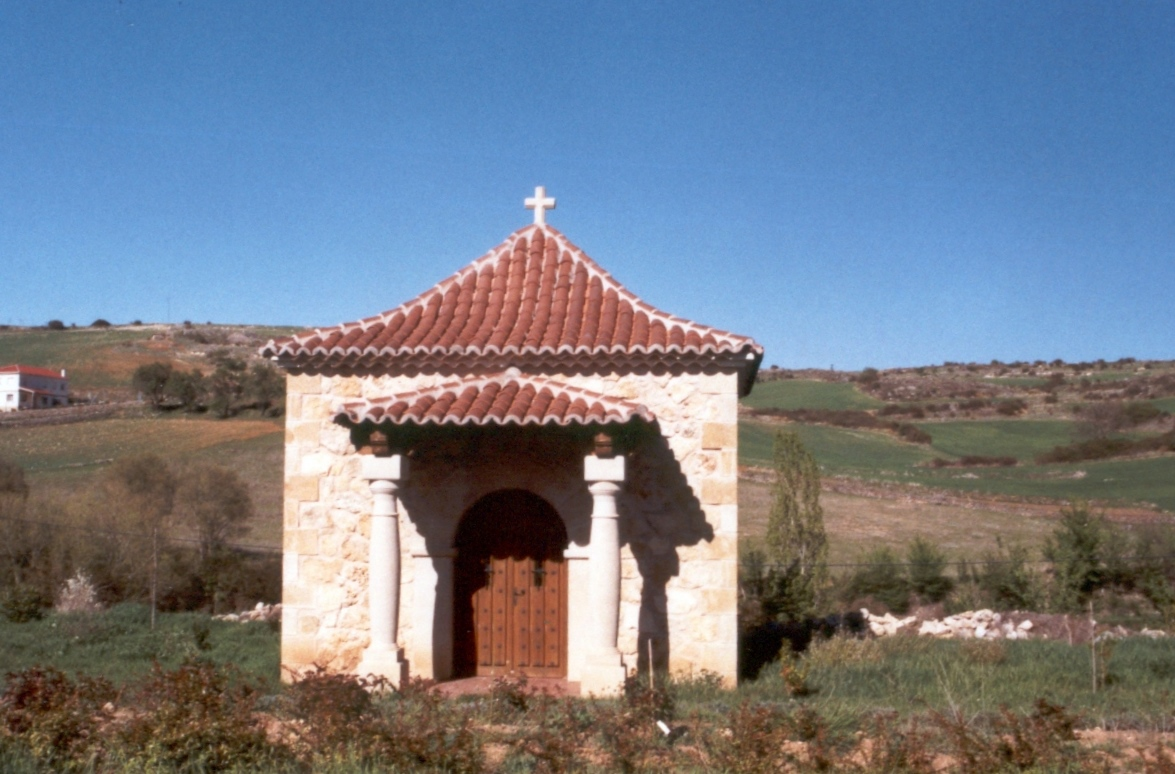
Christopheruskapelle

- Kirche Mariä Reinigung
- Christopheruskapelle